# Brit Bennett

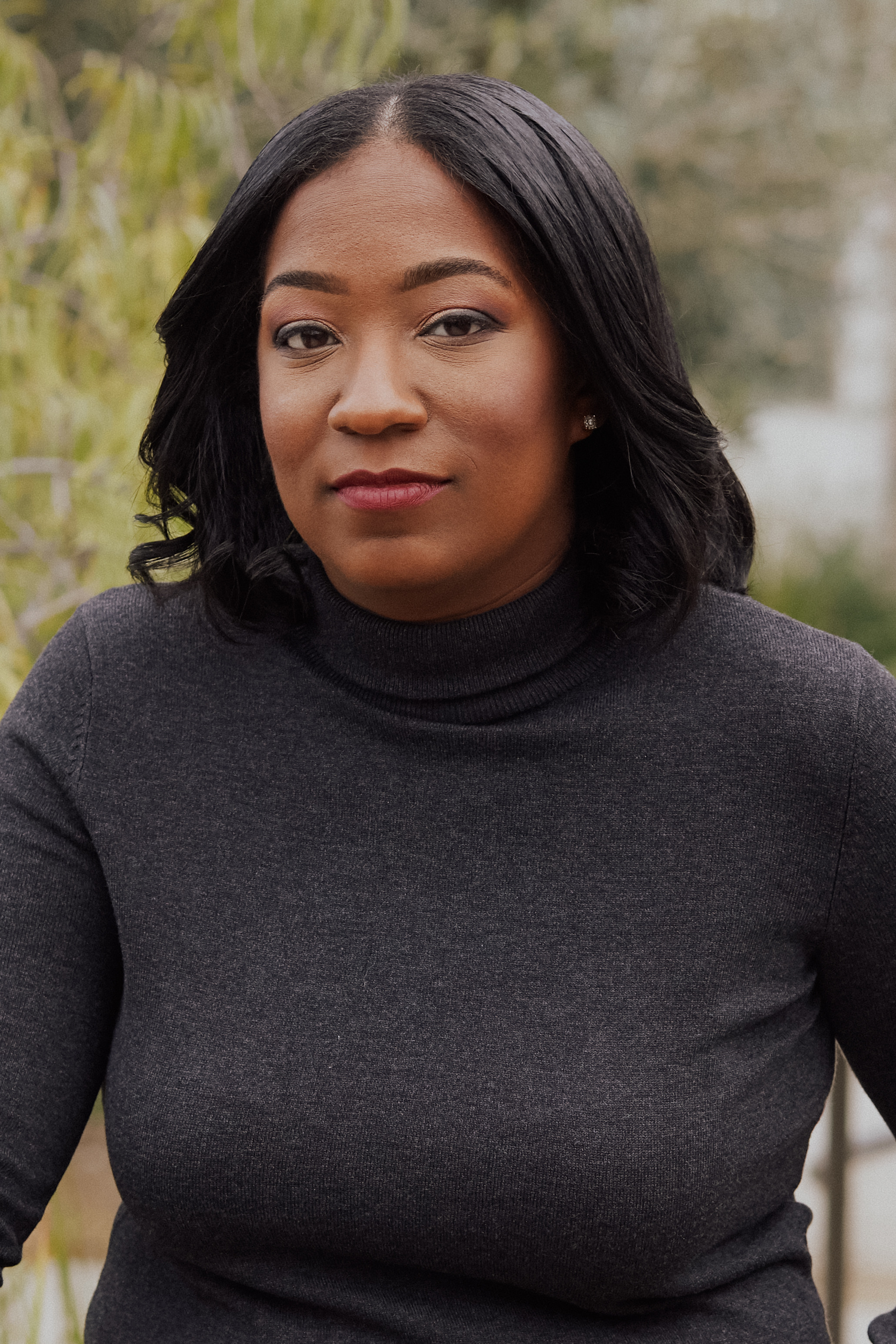
Brit Bennett (2020)

Brit Bennett (geboren 1990) ist eine US-amerikanische Schriftstellerin.

## Leben
Ihr Vater war Staatsanwalt in Los Angeles. Bennett wuchs in Kalifornien auf und studierte an der Stanford University und an der University of Michigan. Sie wohnt gegenwärtig in Encino.

## Werke
- I Don’t Know What to Do with Good White People. Essay 2014 (auf jezebel.com)
  - Was fange ich bloß mit guten weißen Menschen an?. Übersetzung von Amelia Umuhire. Rowohlt, Hamburg 2021, ISBN 978-3-499-00841-2
- The Mothers. New York 2016, ISBN 978-0-399-18451-2
  - Die Mütter. Roman. Übersetzung von Robin Detje. Rowohlt, Reinbek 2018, ISBN 978-3-498-00683-9
- The Vanishing Half, New York 2020, ISBN 978-0-349-70146-2
  - Die verschwindende Hälfte. Roman. Übersetzung von Robin Detje und Isabel Bogdan. Rowohlt, Reinbek 2020, ISBN 978-3-498-00159-9

## Rezeptionen (Audios)
- Brit Bennett: "Die Mütter"Intelligentes und vielschichtiges Debüt, von Tanya Lieske, Deutschlandfunk 27. Juli 2018
- Neue Literatur von schwarzen US-Autorinnen "Eine schwarze Mutter darf nicht Selbstmord begehen", Bernadette Conrad im Gespräch mit Frank Meyer, Deutschlandfunk Kultur Lesart 16. Mai 2018